# Estación de Molins de Rey
Molins de Rey es una estación de las líneas R1 y R4 de Rodalies Renfe de Barcelona situada en el municipio homónimo. Forma parte de la línea de Villafranca, que une Barcelona y San Vicente de Calders por el interior a través de las comarcas del Bajo Llobregat, Alto Panadés y el Bajo Panadés. Es cabecera de la R1. Sólo parte de los servicios de la R1 llegan y salen de esta estación desde que se introdujeron los trenes Civia en dicha línea en 2007 y ninguno de estos servicios llega más allá de Arenys de Mar salvo uno que llega a la Calella.

## Tarifa plana
Esta estación está dentro de la tarifa plana del área metropolitana de Barcelona, cualquier trayecto entre dos de los municipios de la área metropolitana de Barcelona se contará como zona 1.

## Servicios ferroviarios
| << cabecera                                              | < estación | línea | estación >             | cabecera >>          |
| -------------------------------------------------------- | ---------- | ----- | ---------------------- | -------------------- |
| Rodalies de Catalunya de Renfe                           |            |       |                        |                      |
| terminal                                                 | terminal   |       | San Feliu de Llobregat | Mataró Arenys de Mar |
| San Vicente de Calders Villafranca del Panadés Martorell | El Papiol  |       | San Feliu de Llobregat | Tarrasa Manresa      |